# Centre sportif Žatika
Le Centre sportif Žatika (en croate : Športska dvorana Žatika) est une salle multisports de Poreč, en Croatie. Il a été construit pour les besoins du championnat du monde de handball masculin 2009, et ouvert officiellement le 21 novembre 2008. La surface totale du bâtiment est de 14 000 m2 et la salle principale a une capacité de 3700 spectateurs.
Les architectes sont Sonja Jurković, Sanja Gašparović, Nataša Martinčić etTatjana Peraković.
Le centre accueille ensuite le Championnat d'Europe masculin de handball 2018 et les Championnats d'Europe de karaté 2021 et les Championnats du Monde masculin de handball 2025.

## Événements
- Championnat du monde masculin de handball 2009
- Championnat du monde masculin de handball 2025